# Sudlerprijs
De Sudlerprijs (Engels: The Sudler International Wind Band Composition Award) was een Amerikaanse tweejaarlijkse compositieprijs, opgericht in 1983 door het The John Philip Sousa Foundation op het gebied van composities voor harmonieorkest.

## Winnaars
| jaar | compositie                            | componist        |
| ---- | ------------------------------------- | ---------------- |
| 1983 | Concerto for Wind Ensemble            | Karel Husa       |
| 1985 | Winds of Nagual                       | Michael Colgrass |
| 1987 | Piece of Mind                         | Dana Wilson      |
| 1989 | Symphony No.1 "The Lord of the Rings" | Johan de Meij    |
| 1991 | American Games                        | Nicholas Maw     |
| 1993 | Passacaglia (Homage on B-A-C-H)       | Ron Nelson       |
| 1995 | Dance Movements                       | Philip Sparke    |